# ابوبکر محمد بن احمد بغدادی
ابوبکر، محمّد بن احمد بن عثمان معروف به «بغدادی»، برادرزادهٔ «محمد بن عثمان» (نائب دوم امام زمان شیعیان دوازده‌امامی) و نوادهٔ «عثمان بن سعید»،(نائب اول امام دوازدهم شیعیان) بود.
او خود دعوی نیابت حجه ابن الحسن کرد و پیروانی گرد کرد. از جملهٔ این پیروان «ابودِلْف محمّد بن مظفّر کاتب» بود.